# NGC 6263
NGC 6263 is een elliptisch sterrenstelsel in het sterrenbeeld Hercules. Het hemelobject werd op 28 juni 1864 ontdekt door de Duitse astronoom Albert Marth.

## Synoniemen
- UGC 10618
- MCG 5-40-8
- ZWG 169.14
- NPM1G +27.0546
- PGC 59292